# Griselda González
Griselda González, född 4 december 1965, är en argentinsk friidrottare. Hon deltog vid olympiska sommarspelen 1992, olympiska sommarspelen 1996 och olympiska sommarspelen 2000.